# Turó d'en Merlès
El Turó d'en Merlès és una muntanya de 417 metres que es troba entre els municipis de Sant Just Desvern, a la comarca del Baix Llobregat i de Barcelona, a la comarca del Barcelonès.